# Deliverance (метал-группа)
Deliverance — американская христианская метал-группа.

## История
Группа была основана в 1985 году в Лос-Анджелесе. Гленн Роджерс (гитара, вокал), Брайан Хайрулла (бас-гитара) и Крис Хайд (ударные) В 1989 году был выпущен дебютный одноимённый альбом, в 1990 — Weapons of Our Warfare. Оба альбома привлекли внимание христианского метал-сообщества.
На пятом альбоме Learn группа сменила своё звучание в сторону прогрессив-метала.

## Дискография
- Deliverance (1989)
- Weapons of Our Warfare (1990)
- What a Joke (1991)
- Stay of Execution (1992)
- Learn (1993)
- River Disturbance (1994)
- Camelot in Smithereens (1995)
- Assimilation (2001)
- As Above — So Below (2007)
- Hear What I Say! (2013)